# 观测者
观测者（英文：Observer）。是物理学中，理想化的（通常是假想的）测量相关物理性质的人或仪器。
在相对论中，观测者有特别的意义，由于信息的传播是有速度的，那么某一时刻能够影响到一个观测者的事件是有一定范围的，此时观测者能影响到的事件也是有一定范围的，这个范围称为光锥。对于此时的观测者来说，光锥之外的宇宙是没有意义的。
在狭义相对论中 观测者更多是指惯性参考系。有时也会指代任意非惯性参考系；特殊情况下，匀加速参照系（Rindler frame）有时称为「加速观测者」。与此同时惯性参考系也许会称为「惯性观测者」来避免混淆。注意这种用法扩展了「观测者」的本意。参考系固有的非局部构造，覆盖整个时空或者重要部分；因此说观测者（在狭义相对论中）有具体位置是毫无意义的。同样，惯性观测者不可再进行加速，加速观测者也不可停止加速。